# Juniorklub Na Chmelnici

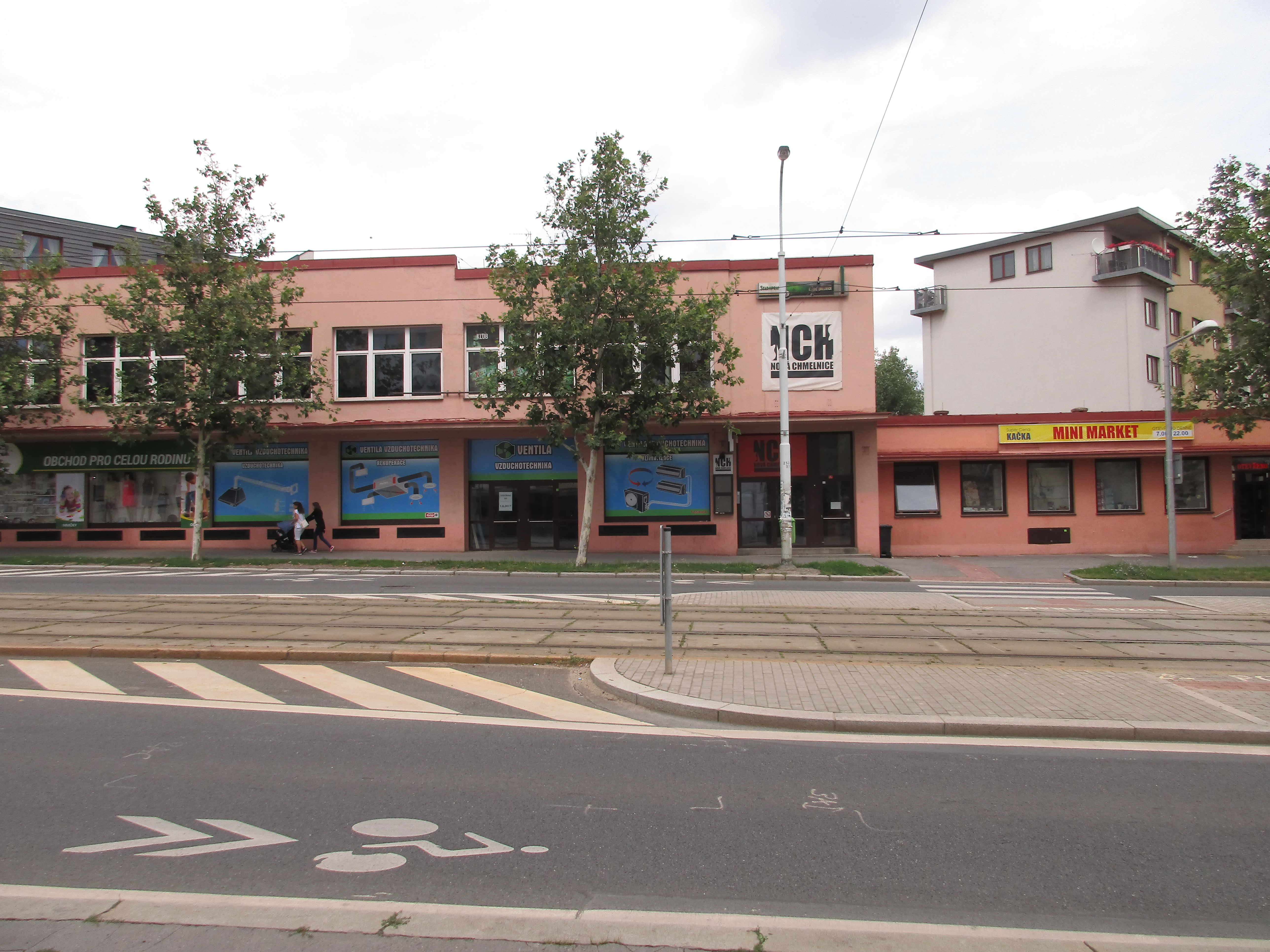
Hudební klub Nová Chmelnice (předtím Juniorklub Na Chmelnici)

Juniorklub Na Chmelnici (nyní Klub Nová Chmelnice, Koněvova 2597/219, Praha 3, Žižkov) byl v době normalizace místem neoficiálních výstav, které zde organizoval člen Jazzové sekce a výtvarník Joska Skalník. Výstavní činnost pokračovala i po pádu komunistického režimu a skončila až roku 1995.

## Historie
Juniorklub Na Chmelnici, původně "obvodní agitační středisko KSČ", se v 80. letech 20. století stal nejproslulejším pražským rockovým klubem. Přiřadil se tak k dalším významným kulturním institucím Prahy 3, které v době normalizace představovaly "ostrovy svobodné umělecké činnosti", jako bylo Žižkovské divadlo a Atrium. O dramaturgii se staral Lubomír Schmidtmajer, který klub zřídil a vedl od roku 1980 (roku 1990 pak organizoval i koncert The Rolling Stones v Československu). O výzdobu vnitřních prostor se postaral kmenový výtvarník skupiny Jasná Páka Karel Haloun. Koncertovaly zde všechny tehdejší slavné rockové a punkové kapely, včetně těch zakazovaných (Jasná Páka, Pražský výběr, FPB, Letadlo, Dvouletá fáma, OK Band, Visací zámek, Babalet, Garáž, Precedens, Psí vojáci, Krásné nové stroje, Laura a její tygři, Z kopce, E, Dunaj) a hudebníci tehdejší folk-blues-rockové scény (V. Mišík & Etc…, Marsyas, ASPM, I. Hlas & Nahlas, Bluesberry, Krausberry či reggae-klauni Yo Yo Band).
Jako grafik, člen dramaturgické rady a hlavní dramaturg výstav se na činnosti Juniorklubu podílel Joska Skalník. V prostorách klubu Na Chmelnici se konaly také přednášky o výtvarném umění (Bohumír Mráz), kinematografii (Jan Rejžek) nebo poslechové diskotéky (Jiří Černý, J. „Zub“ Vlček). Vystupovaly zde avantgardní divadelní soubory jako HaDivadlo, Divadlo na okraji, Alfréd & spol., Doprapo, Činoherní studio Ústí nad Labem nebo brněnské Divadlo Husa na provázku. Klub byl také zřizovatelem souboru Anebdivadlo. Kromě českých souborů zde vystoupil i Teatr 77 Lodž, švýcarský soubor Teatro Paravento, Min Tanaka, americký Bread & Puppet Theater, Theatre Szkéné z Budapešti, Divadlo Pragok ze Švédska.
Roku 1983 vyšel v časopisu Tribuna článek Nová vlna se starým obsahem, který odstartoval perzekuci české alternativní hudební scény a konkrétně zmiňoval Juniorklub Na Chmelnici. Lubomír Schmidtmajer proto klub uzavřel a několik měsíců zde probíhala rekonstrukce. Znovu byl otevřen osmidenní přehlídkou představení HaDivadla v březnu 1984, následovanou přehlídkou divadla Drak, amatérských divadel a znovu HaDivadla. Zakázaná skupina Jasná Páka si změnila název na Hudba Praha a pod novým zřizovatelem opět v klubu vystupovala. Juniorklub Na Chmelnici měl kapacitu maximálně 230 míst a proto se např. přehlídka inscenací Divadla Husa na provázku roku 1986 přesunula do sálu žižkovského hotelu Tichý, kam se vešlo až 685 diváků. Divadlo Husa na provázku uvedlo v klubu Na Chmelnici v rámci scénické inscenace Rozrazil 1/88 (O demokracii) anonymně hru Václava Havla "Zítra to spustíme". Derniéra byla naplánována na 17. listopad 1989 a pozdě večer se stala místem přímých svědectví zmlácených lidí z okruhu divadla, kteří sem přišli přímo po masakru na Národní třídě.
Po roce 1996 byl klub privatizován a do roku 2002 zde byla diskotéka. O návrat klubu k dřívější proslulosti se snaží Občanské sdružení Nová Chmelnice, které klub provozuje od roku 2012.

## Výstavy (výběr)
- 1985 Richard Konvička: Kresby, Martin Němec: Kresby
- 1985 Joska Skalník: Sny, situace, hry
- 1985 Tomáš Ruller: S kůží na trh
- 1985 Vladimír Merta: Vstupní místo
- 1985 Ivan Kafka: Nabírání, sbírání
- 1985 Michael Rittstein: Kresby
- 1985 Petr Kavan
- 1985 Karel Haloun: Kresby
- 1985 Martin Stejskal: Imaginace prostoru
- 1986 Jiří Lacina: Obrazy, kresby, objekty 1982 - 1985
- 1986 Jaroslav Richtr: Fotografie
- 1986 Aleš Lamr: Akrylové papíry
- 1986 Milan Langer
- 1986 Josef Hampl: Kresby
- 1986 Josef Hampl: Linořezy a perforáže (1982 - 85)
- 1986 Otis Laubert,
- 1987 Milan Maryška: Kresby - obrazy
- 1987 Kabaret u Staré party (Baletní jednotka Křeč, Divadlo Sklep, Mimóza, Recitační skupina Vpřed, Výtvarné divadlo Kolotoč)
- 1987 Roman Havlík: Grafika, Jana Skalická: Grafické objekty
- 1987 Milivoj Husák: Kresby z let 85 - 87
- 1987 Bred and Puppet theater v Československu
- 1987 Václav Bláha: Obrazy - kresby
- 1988 Jan Ondroušek: Obrázci
- 1988 Roman Brichcín: Kresby
- 1988 Radoslav Pavlíček: Šablony
- 1988 Martin Balcar: Obrazy
- 1988 Bratři Hůlové: Transformace
- 1989 Milan Kozelka, Jana Skalická, Václav Stratil: Kresby, instalace a realizace
- 1989 37 fotografů na Chmelnici
- 1989 Jan Paul: Obrazy a vitriny
- 1990 Alena Nádvorníková
- 1993 Ladislav Novák: Kombinované koláže
- 1994 Radek Kratina: Sítotisky
- 1994 Jan Gabriel: Opony a maso
- 1994 Jan Měřička: Grafika
- 1995 Ivan Jilemnický: Socha v kresbě